# Franz Kafka
Franz Kafka (3 tháng 7 năm 1883 – 3 tháng 6 năm 1924) là một tiểu thuyết gia và nhà văn viết truyện ngắn người Bohemia nói tiếng Đức, được giới phê bình đánh giá là một trong những tác giả có tầm ảnh hưởng nhất thế kỷ XX. Kafka là một nhà hiện đại chủ nghĩa và chịu ảnh hưởng mạnh bởi những thể loại khác, bao gồm chủ nghĩa hiện sinh. Các tác phẩm của ông như Hóa thân (Die Verwandlung), Vụ án (Der Prozess) và Lâu đài (Das Schloss) sử dụng những chủ đề và nguyên mẫu về sự ghẻ lạnh, sự tàn bạo về thể xác và tinh thần, mâu thuẫn cha-con, những nhân vật trong những cuộc truy tìm đáng sợ và những sự biến đổi kỳ bí.
Kafka sinh ra trong một gia đình Do Thái nói tiếng Đức thuộc tầng lớp trung lưu ở Praha, khi ấy là một phần của Đế quốc Áo-Hung, và được đào tạo để trở thành một luật sư. Sau khi tốt nghiệp ngành luật ở đại học, ông đi làm ở một công ty bảo hiểm. Kafka bắt đầu viết những truyện ngắn trong lúc rảnh rỗi, và trong suốt phần đời còn lại ông luôn phàn nàn về khoảng thời gian ít ỏi có thể cống hiến cho việc viết văn – mà ông dần xem là thiên hướng của mình; trong khi lấy làm hối tiếc đã dành nhiều sự quan tâm cho "công việc hàng ngày" (Brotberuf, tức công việc kiếm sống). Ông rất thích liên lạc bằng thư từ và đã viết hàng trăm lá thư cho gia đình và những người bạn gái thân thiết, trong đó có thư gửi cho cha, hôn thê Felice Bauer và em gái Ottla. Mối quan hệ phức tạp và khó khăn với người cha có tầm ảnh hưởng quan trọng lên tác phẩm của ông, và dù ông xung đột với dòng máu Do Thái của chính mình và cho rằng nó không tác động gì tới ông, tuy nhiên nó đã có dấu ấn đậm nét trên văn chương Kafka.
Chỉ có một vài tác phẩm của Kafka được xuất bản khi ông còn sống: các tập truyện Trầm tư (Betrachtung) và Một thầy thuốc nông thôn (Ein Landazrt), và các truyện ngắn lẻ (như Hóa thân) trong các tạp chí văn học. Ông đã soạn tập truyện Nghệ sĩ nhịn đói (Ein Hungerkünstler) để in, nhưng nó không được xuất bản cho đến sau khi ông mất. Các tác phẩm chưa hoàn thành của ông, bao gồm các tiểu thuyết Vụ án, Lâu đài và Nước Mỹ (Amerika, còn được gọi là Der Verschollene tức Người mất tích) được xuất bản như những di cảo, phần lớn bởi bạn ông là Max Brod, người đã từ chối di nguyện của Kafka là tiêu hủy tất cả bản thảo. Albert Camus và Jean-Paul Sartre là hai trong số những nhà văn chịu ảnh hưởng bởi tác phẩm của Kafka; tính từ "kiểu Kafka" (tiếng Anh: kafkaesque) đi vào nhiều ngôn ngữ Âu châu để mô tả những hoàn cảnh siêu thực như trong truyện của ông.

## Cuộc đời

### Gia đình

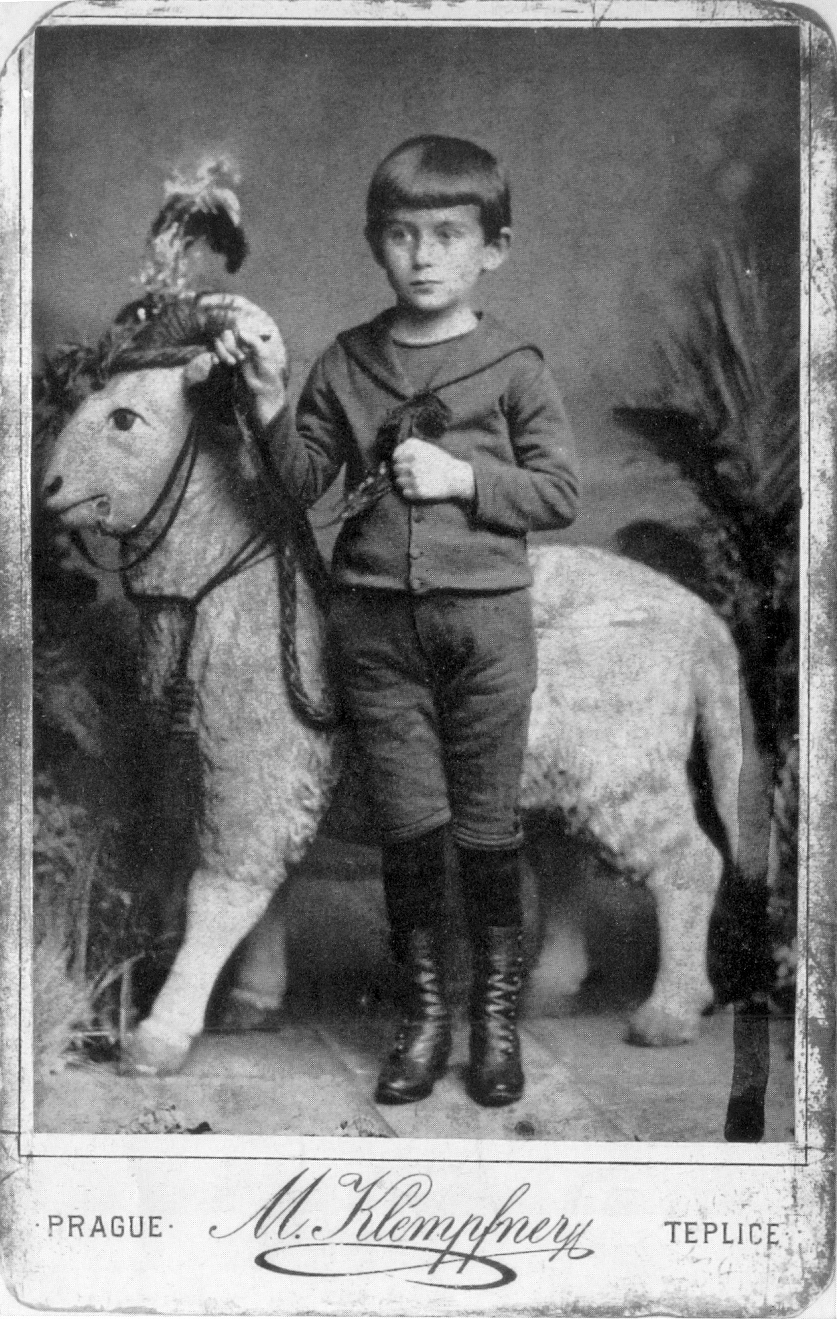
Kafka hồi 5 năm tuổi.

Kafka chào đời ngày 3 tháng 7 năm 1883 ở gần quảng trường Altstädter ở Praha, khi ấy thuộc Đế quốc Áo-Hung. Gia đình ông là những người Do Thái Ashkenazi thuộc tầng lớp trung lưu. Cha ông, Hermann Kafka (1852–1931), là con thứ tư của Jacob Kafka, một người mổ thịt. Ông Jacob đã đưa gia dình Kafka chuyển tới Praha từ Osek, một làng người Séc có đông dân Do Thái ở gần Strakonice ở bắc Bohemia. Từ chỗ là một người chào hàng lưu động, ông vươn lên trở thành một ông chủ bán lẻ quần áo và vật trang trí, thuê tới 15 người làm thuê, sử dụng hình ảnh quạ gáy xám (trong tiếng Séc gọi là kavka) làm logo thương mại. Mẹ của Kafka, Julie (1856–1934), là con gái một nhà buôn bán lẻ giàu có ở Poděbrady tên là Jakob Löwy và được học hành tử tế hơn chồng bà. Cha mẹ của Kafka chắc đã nói một thứ tiếng Đức pha Yiddish (đôi khi gọi là Mauscheldeutsch), nhưng do tiếng Đức là phương tiện giao tiếp xã hội nên họ hẳn đã khuyến khích con cái nói tiếng Đức cao (Hochdeutsch). Jacob và Julie có sáu người con, trong đó Franz là con cả. Hai em trai của Franz, Georg và Heinrich, chết yểu trước khi Franz lên bảy; ba em gái là Gabriele ("Ellie") (1889–1944), Valerie ("Vallie") (1890–1944) và Ottilie ("Ottla") (1892–1943).
Gia đình Kafka có một người hầu gái sống cùng họ trong một căn hộ chật hẹp. Phòng của Franz thường xuyên lạnh giá. Vào tháng 11 năm 1913, gia đình chuyển tới một căn hộ rộng hơn dù trước đó Ellie và Vallie đã lấy chồng và dọn khỏi nhà cũ. Đầu tháng 10 năm 1914, không lâu sau khi Chiến tranh thế giới thứ nhất bùng nổ, các cô em này mất tin tức về chồng họ và lại trở về ngôi nhà mới này. Cả Ellie và Vallie giờ đã có con. Franz, khi đó ở tuổi 31, rời đến căn hộ yên tĩnh của Vallie và lần đầu tiên ra ở riêng.
Hermann được nhà viết tiểu sử Stanley Corngold miêu tả là một "thương gia to lớn, ích kỉ, hống hách"; còn chính Franz Kafka gọi ông là "một người họ Kafka thực thụ xét về sự cường tráng, sức khỏe, ăn uống, giọng ầm ĩ, sự hùng biện, tính tự mãn, thói gia trưởng, khả năng chịu đựng, sự nhanh trí, hiểu bản chất con người". Trong những ngày buôn bán, bà Julie cũng dành có khi tới 12 giờ một ngày để tham gia cùng chồng trong việc kinh doanh của gia đình nên cả hai ông bà đều vắng nhà. Cho nên, tuổi thơ của Kafka có phần cô đơn và lũ trẻ trong nhà chủ yếu được nuôi dưỡng bởi các cô giáo dạy trẻ và người hầu khác nhau. Mối quan hệ không yên ổn của Franz Kafka với người cha thể hiện rõ ràng trong bức "Thư gửi cha" (Brief an den Vater) dài hơn 100 trang, trong đó ông phàn nàn đã chịu tác động sâu sắc từ tính cách khắt khe và độc đoán của cha ông; trái lại, mẹ ông ít lời và nhút nhát. Hình ảnh về người cha gia trưởng có một dấu ấn rõ nét trên văn chương của Kafka.

### Học tập
Từ 1889 tới 1893, Kafka học ở một trường tiểu học nam sinh Đức (Deutsche Knabenschule) ở Fleischmarkt (tức "chợ bán thịt"), nay là đường Masná, Praha. Nền giáo dục truyền thống Do Thái của ông kết thúc với lễ thành niên Bar Mitzvah ở tuổi 13. Kafka chưa bao giờ phục vụ lễ ở giáo đường Do Thái và chỉ cùng cha tới đó dự bốn ngày lễ chính mỗi năm.

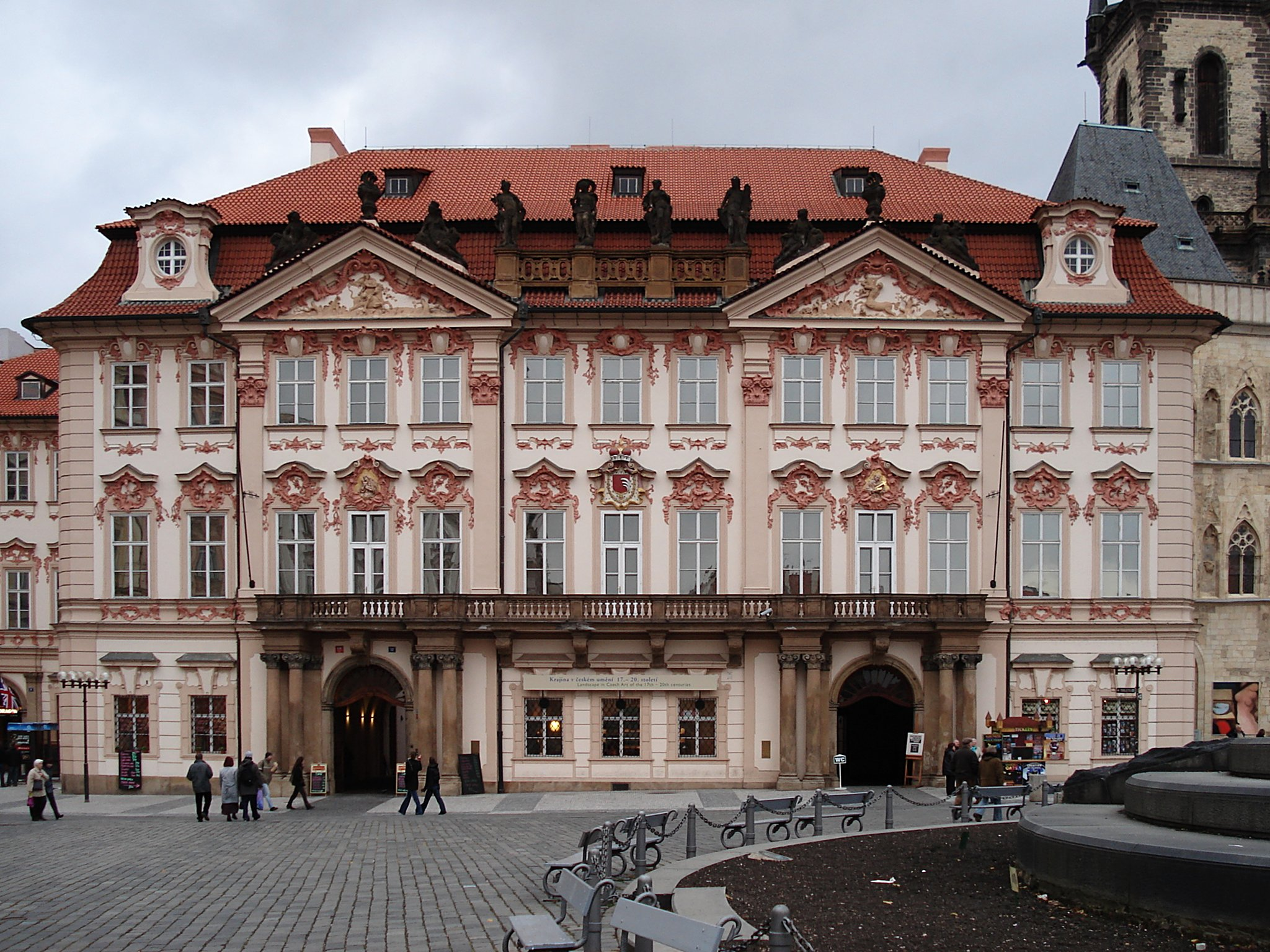
Cung Kinský nơi Kafka học trung học và cha ông mở một cửa hàng.

Sau khi rời trường tiểu học năm 1893, Kafka được nhận vào một trường trung học nhà nước kiểu cổ điển nghiêm khắc, Altstädter Deutsches Gymnasium, nằm trong khuôn viên Cung Kinský ở quảng trường Altstädter. Tiếng Đức là ngôn ngữ giảng dạy, nhưng Kafka cũng nói và viết được tiếng Séc; bởi ông học tiếng Séc ở trung học khoảng 8 năm, đạt những điểm tốt trong môn này. Ông được khen ngợi về tiếng Séc của mình, nhưng chưa từng tự coi mình là thành thạo nó. Ông đỗ kì thi tốt nghiệp trung học (tiếng Đức gọi là Matura) năm 1901.
Đăng ký vào trường Đại học Karl-Ferdinands của Praha năm 1901, ban đầu Kafka theo ngành hóa học, nhưng chuyển sang ngành luật chỉ sau hai tuần. Mặc dù ông không hứng thú với lĩnh vực này nhưng nó hứa hẹn nhiều cơ hội công việc làm hài lòng cha ông. Hơn nữa, ngành luật đòi hỏi khóa học dài hơn, cho Kafka thì giờ để theo các lớp về nghiên cứu tiếng Đức và lịch sử nghệ thuật. Ông cũng tham gia vào một câu lạc bộ sinh viên tên là "Hội trường Đọc sách và Giảng bài của Sinh viên tiếng Đức" (Lese-und Redehalle der Deutschen Studenten), nơi tổ chức các sự kiện văn học, đọc sách và các hoạt động khác. Trong số những bạn bè của Kafka có nhà báo Felix Weltsch học triết, diễn viên Yitzchak Lowy đến từ một gia đình Do Thái nhánh Hasidic chính thống ở Warszawa, và các nhà văn Oskar Baum và Franz Werfel.
Vào năm cuối ở đại học, Kafka gặp Max Brod, một nghiên cứu sinh ngành luật, và họ trở thành bạn suốt đời của nhau. Brod sớm nhận ra rằng, mặc dù Kafka nhút nhát và hiếm khi nói, những gì ông nói ra thường sâu sắc. Kafka là một độc giả nghiện sách suốt đời; cùng với Brod, ông đã đọc cuốn Protagoras của Plato bằng tiếng Hy Lạp cổ dưới sự đề xuất của Brod, và các tiểu thuyết Giáo dục tình cảm và Sự cám dỗ thánh Anthoine của Flaubert bằng tiếng Pháp do Brod gợi ý. Ngoài ra, ông cũng quan tâm tới văn học Séc, đồng thời rất yêu thích các tác phẩm của Goethe. Kafka nhận bằng tiến sĩ luật ngày 18 tháng 7 năm 1906 và làm việc một năm bắt buộc không lương như một thư ký luật cho các tòa án dân sự và hình sự.

### Đời viên chức
Ngày 1 tháng 11 năm 1907, Kafka được tuyển dụng vào Assicurazioni Generali, một công ty bảo hiểm Ý, nơi ông làm việc gần một năm. Những thư từ trong thời kì này cho thấy ông lấy làm khổ sở với lịch làm việc – từ 8 sáng tới 6 giờ tối – khiến cho ông khó có thể tập trung vào viết văn, một đam mê ngày càng lớn trong ông. Ngày 15 tháng 7 năm 1908, ông từ chức, và hai tuần sau tìm được một vị trí dễ chịu hơn tại Cơ quan Bảo hiểm Tai nạn Công nhân của Vương quốc Bohemia. Công việc liên quan tới việc điều tra và định mức đền bù thương tật của công nhân công nghiệp; các tai nạn như mất ngón hay cả bàn tay, chân xảy ra phổ biến ở thời đó. Giáo sư quản trị Peter Drucker ghi nhận Kafka đã phát triển một loại mũ bảo hiểm dân sự đầu tiên khi làm việc ở đây, nhưng không có bất cứ văn bản nào từ cơ quan xác nhận điều này. Cha Kafka thường gọi nghề làm công chức bảo hiểm là một Brotberuf, nghĩa đen là "nghề kiếm ăn"; còn bản thân Kafka thường tỏ ra khinh miệt nó. Ông thăng tiến khá nhanh chóng, đảm nhiệm những chức trách bao gồm việc thực hiện và điều tra các yêu cầu bồi thường, viết báo cáo, và xử lý những thỉnh cầu từ những doanh nhân cảm thấy nhà máy của họ bị xếp vào mức rủi ro cao; điều này khiến họ tốn nhiều tiền đóng bảo hiểm. Ông cũng được giao nhiệm vụ biên soạn các báo cáo cho cơ quan bảo hiểm trong vài năm ông làm ở đây. Các bản báo cáo được cấp trên của ông đón nhận tích cực. Kafka thường hoàn thành công vụ vào lúc 2h chiều, do đó ông có thì giờ dành cho công việc viết văn. Cha của Kafka cũng mong ông trợ giúp và tiếp quản cửa hàng bán đồ trang trí của gia đình. Tuy nhiên trong những năm về sau, Kafka thường xuyên bệnh tật, khó lòng làm việc ở công ty lẫn viết lách.
Cuối năm 1911, chồng của Ellie là Karl Hermann và Kafka trở thành những đối tác ở nhà máy amiăng đầu tiên ở Praha, tức Prager Asbetwerke Hermann & Co. Ban đầu Kafka tỏ ra khá tích cực, dành nhiều thời gian rảnh cho việc kinh doanh này, nhưng về sau ông lấy làm bực bội vì nó lấn vào thời gian viết văn của ông. Trong thời gian này ông cũng tìm thấy sự hứng thú và giải trí trong các cuộc biểu diễn ở nhà hát Yiddish. Sau khi thấy một đoàn sân khấu Yiddish trình diễn vào tháng 10 năm 1911, suốt sáu tháng sau đó Kafka "chìm đắm trong tiếng Yiddish và văn học Yiddish". Mối quan tâm này đóng vai trò điểm khởi đầu cho những liên hệ ngày một tăng của ông với đạo Do Thái. Đó cũng là khoảng thời gian Kafka trở thành một người ăn kiêng. Khoảng 1915 Kafka nhận giấy báo nhập ngũ tham gia vào Chiến tranh thế giới thứ nhất, nhưng cấp trên của ông trong cơ quan bảo hiểm đã sắp xếp một sự hoãn quân dịch nhờ công việc của Kafka được xem như dịch vụ công thiết yếu. Sau đó ông đã cố gắng gia nhập quân dội nhưng bị ngăn cản bởi các vấn đề y tế liên quan tới chứng laođược chẩn đoán từ năm 1917. Năm 1918 Cơ quan Bảo hiểm Tai nạn Công nhân cho ông nghỉ hưu do bệnh tật và ông dành hầu hết phần đời còn lại trong các viện điều dưỡng.

### Đời tư

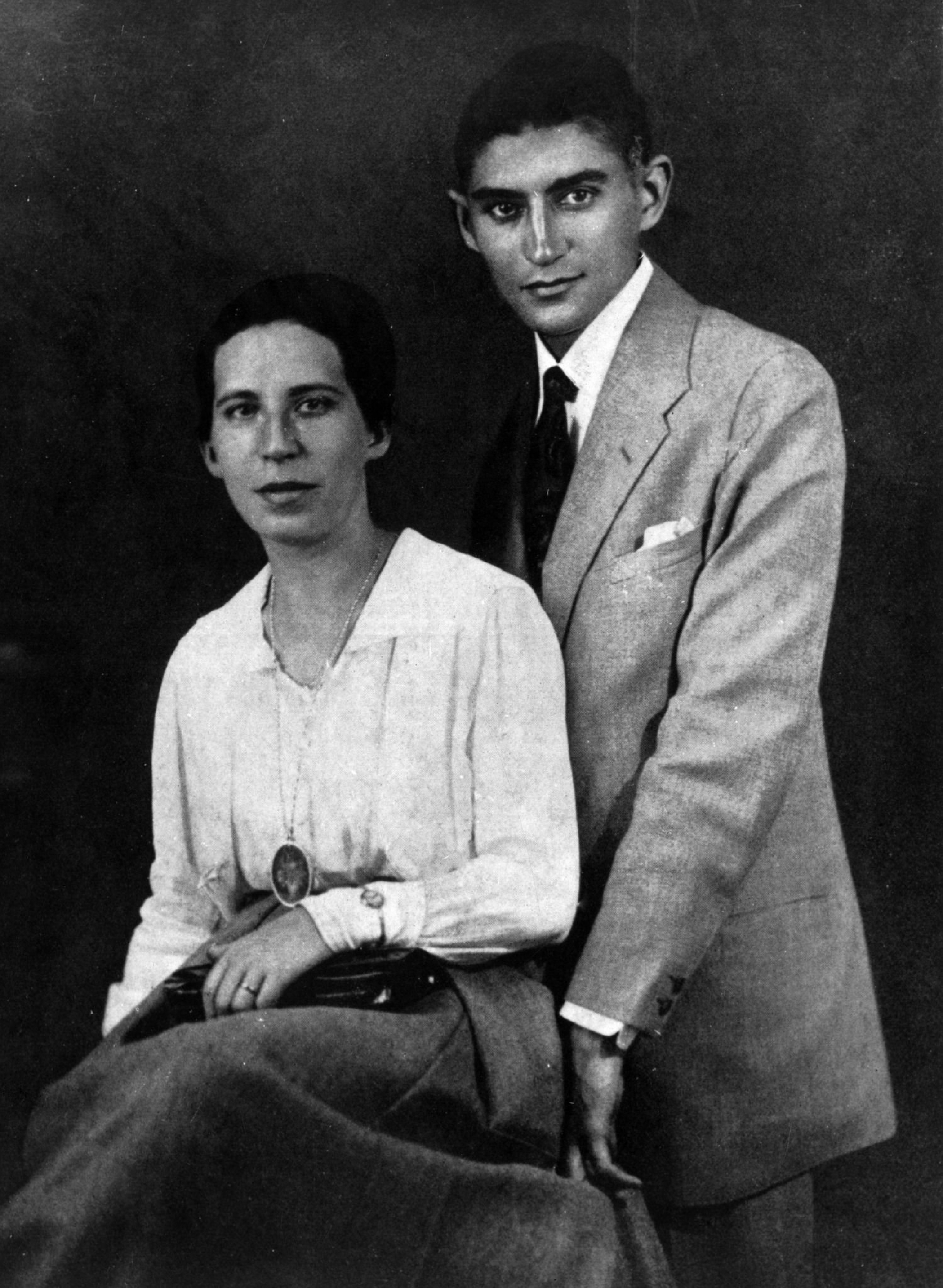
Felice Bauer

Kafka trải qua một đời sống tình dục khá sôi nổi. Theo Brod, Kafka bị "hành hạ" bởi ham muốn tình dục, còn nhà viết tiểu sử Reiner Stach khẳng định rằng cuộc đời Kafka đầy rẫy những "quan hệ lăng nhăng không ngừng" và ông bị nỗi sợ "thất bại tình ái" choán lấy. Ông tới nhà thổ trong phần lớn tuổi trưởng thành của mình và bị sách báo khiêu dâm lôi cuốn . Bên cạnh đó, trong đời mình ông cũng có những mối quan hệ thân mật với một số phụ nữ. Ngày 13 tháng 8 năm 1912, Kafka gặp Felice Bauer, một người họ hàng của Brod, làm đại diện cho một công ty máy ghi âm ở Berlin. Một tuần sau cuộc gặp gỡ ở nhà Brod, Kafka viết trong nhật ký:
 Cô FB. Khi tôi tới nhà Brod vào 13 tháng Tám, cô ấy đang ngồi ở bàn. Tôi không tò mò chút nào về việc cô là ai, đúng hơn là coi cô ấy là hiển nhiên. Khuôn mặt xương xẩu, trống vắng bộc lộ sự trống rỗng một cách công khai. Cổ trần. Một chiếc áo cánh hờ. Nhìn thì có vẻ nội trợ trong trang phục của cô nhưng, hóa ra, cô ấy không hề như vậy. (Tôi tránh khỏi cô ấy một chút bằng cách xem xét cô ấy gần như vậy....). Một cái mũi hầu như gãy. Tóc vàng hoe, có phần thẳng, không gợi cảm, cằm nặng. Khi tôi lấy ghế ngồi tôi nhìn cô ấy gần lần đầu tiên, đến lúc tôi ngồi tôi đã có một quan niệm không thể lay chuyển.

Ít lâu sau đó, Kafka viết truyện "Lời tuyên án" (Das Urteil) chỉ trong một đêm, và làm việc trong một thời kì sôi sục với tiểu thuyết "Nước Mỹ" và truyện "Hóa thân". Kafka và Felice Bauer chủ yếu liên lạc qua thư từ trong 5 năm sau đó, hiếm khi gặp nhau, và đã đính ước hai lần. Các bức thư còn giữ lại được của Kafka về sau được xuất bản dưới tên [Briefe an Felice ("Thư gửi Felice") còn các bức thư của Felice không còn nữa. Theo các nhà viết tiểu sử Stach và James Hawes, khoảng năm 1920 Kafka đã đính hôn lần thứ ba với Julie Wohryzek, một cô hầu phòng khách sạn nghèo khó và thất học. Hai người thậm chí đã thuê một căn hộ và dự định ngày cưới nhưng đám cưới không thành. Trong thời gian này Kafka bắt đầu viết bản thảo cho "Thư gửi cha", người phản đối Julie do niềm tin phục quốc Do Thái của cô. Hơn nữa, trước ngày cưới dự định ông đã đi lại với một người phụ nữ khác. Trong khi suốt đời ông luôn cần đàn bà và tình dục, Kafka lại thiếu tự tin, cảm thấy quan hệ tình dục là bẩn thỉu, và thấy nhút nhát - đặc biệt về cơ thể mình.
Stach và Brod khẳng định rằng trong thời gian Kafka biết Felice Bauer, ông có một chuyện tình với một người bạn của cô này, Margarethe "Grete" Bloch, một phụ nữ Do Thái đến từ Berlin. Brod đi xa hơn khi khẳng định rằng Bloch đã có một đứa con trai của Kafka, nhưng Kafka không bao giờ biết về đứa trẻ. Cậu bé không rõ tên này sinh vào khoảng 1914 hoặc 1915 và mất ở München năm 1921. Tuy nhiên, nhà viết tiểu sử Kafka là Peter-André Alt cho rằng kể cả khi Bloch có một đứa con trai, Kafka không phải là bố nó vì hai người này chưa bao giờ ăn nằm với nhau. Stach thì khẳng định Bloch đã có con trai, nhưng không có bằng chứng nào, dù vững chắc hay đáng ngờ, chứng tỏ Kafka là bố nó.
Kafka bị chẩn đoán mắc bệnh lao vào tháng 8 năm 1917, và chuyển đến sống vài tháng ở làng Zürau của Bohemia, nơi em gái ông Ottla đang làm việc ở nông trang của người anh rể Hermann. Ông cảm thấy dễ chịu ở đây và về sau mô tả thời kỳ này là những giây phút tốt đẹp nhất trong đời ông, hẳn bởi vì ông không phải gánh một trách nhiệm nào. Ông vẫn viết nhật ký và các cuốn sổ tay khổ tám. Từ những ghi chép trong các cuốn sổ đó Kafka đã trích ra 109 đoạn đánh số vào Zettel, những mảnh giấy riêng rẽ không có trật tự nào. Về sau chúng được xuất bản dưới tên "Cách ngôn Zürau hay những Suy ngẫm về Tội lỗi, Hy vọng, Khổ đau và Chính Đạo" (Die Zürauer Aphorismen oder Betrachtungen über Sünde, Hoffnung, Leid und den wahren Weg).
Năm 1920 Kafka bắt đầu một mối quan hệ nồng nhiệt với nhà văn và nhà báo người Séc Milena Jesenská. Các lá thư ông dành cho bà về sau được xuất bản dưới tên Briefe an Milena ("Thư gửi Milena"). Trong một chuyến đi nghỉ tháng 7 năm 1923 tới Graal-Müritz ở Biển Baltic, Kafka gặp Dora Diamant, một nữ giáo viên mẫu giáo 25 tuổi đến từ một gia đình Do Thái chính thống. Hy vọng có thể cách ly khỏi ảnh hưởng của gia đình để tập trung vào việc viết văn, Kafka chuyển tới Berlin để sống với Diamant. Cô trở thành tình nhân của ông và là người khiến ông bắt đầu quan tâm tới kinh Talmud. Thời gian này ông làm việc với bốn truyện ngắn mà ông định in dưới tên Ein Hungerkünstler ("Nghệ sĩ nhịn đói").

### Tính cách
Kafka thường lo sợ người ta sẽ thấy ông gớm ghiếc cả về tinh thần lẫn cơ thể. Tuy nhiên, những ai gặp ông thì nhận thấy ông có cách cư xử điềm đạm và ít lời, một trí tuệ nổi bật và ít óc hài hước; họ cũng thấy ông điển trai một cách trẻ thơ, bất chấp vẻ ngoài khắc khổ. Brod so sánh ông với Heinrich von Kleist, lưu ý rằng cả hai nhà văn đều có năng lực miêu tả rõ ràng và hiện thực một hoàn cảnh với những chi tiết chính xác. Kafka là một trong những người thú vị nhất mà Brod đã gặp; Kafka thích chia sẻ tâm trạng với bạn bè, nhưng cũng giúp họ trong những lúc khó khăn với những lời khuyên đáng giá. Theo Brod, ông là một người đam mê kể truyện, có thể diễn đạt lời nói của mình như thể nó là âm nhạc. Brod cho rằng hai nét tính cách nổi bật nhất của Kafka là "sự chân thật tuyệt đối" (absolute Wahrhaftigkeit) và "sự ngay thẳng đúng đắn" (präzise Gewissenhaftigkeit); và rằng ông khám phá chi tiết, cái thầm kín một cách sâu sắc với một tình yêu và sự chính xác đến nỗi sự vật hiển lộ không ngờ, có vẻ lạ lùng, nhưng đơn giản là đúng (nichts als wahr).
Mặc dù Kafka ít tỏ ra đam mê luyện tập khi còn bé, sau này ông lại quan tâm tới các trò chơi hay hoạt động thể chất, và tỏ ra là một tay cưỡi ngựa, bơi và đua thuyền cừ. Vào cuối tuần ông thường cùng bạn bè tiến hành những cuộc đi bộ đường trường, do chính Kafka lên kế hoạch. Các mối quan tâm khác của ông bao gồm trị liệu bằng tập luyện, các hệ thống giáo dục hiện đại như phương pháp Montessori hay những phát minh tân kì như máy bay và điện ảnh. Đặc biệt, việc viết văn rất quan trọng với Kafka; ông xem nó như một "dạng lời cầu nguyện". Ông rất nhạy cảm với tiếng ồn và ưa sự tĩnh lặng khi viết văn.

Nhà tâm lý học Marino Pérez-Álvarez từng tuyên bố rằng Kafka có thể mắc một chứng rối loạn nhân cách. Văn phong của ông, người ta khẳng định, không chỉ trong "Hóa thân" mà cả các tác phẩm khác, dường như thể hiện những triệu chứng rối loạn nhân cách từ mức nhẹ tới trung bình, điều giải thích nhiều tác phẩm gây kinh ngạc của ông. Nỗi khổ não trong ông có thể thấy trong trang nhật ký ngày 21 tháng 6 năm 1913:
Thế giới thật khủng khiếp chứa trong đầu tôi! Nhưng làm sao để giải phóng chính tôi và giải phóng chúng mà không xé toạc ra. Và xé ra nghìn lần trong tôi còn tốt hơn là nó được kìm lại hoặc chôn cất. Chính vì việc đó mà tôi sống trên đời này, điều này khá rõ ràng với tôi.
và trong Cách ngôn Zürau số 50:
Người ta không thể sống mà không có một niềm tin thường trực vào những thứ bất hoại bên trong hắn ta, mặc dù cả thứ bất hoại đó và cả niềm tin của anh ta vào nó có thể luôn luôn bị chôn giấu kín với hắn.
Tuy Kafka chưa từng kết hôn nhưng ông rất trân trọng hôn nhân và trẻ con. Ông có một số bạn gái, tuy nhiên một vài nhà nghiên cứu vẫn suy đoán về khuynh hướng giới tính của ông; những người khác đề xuất rằng ông có thể đã mắc một chứng rối loạn dinh dưỡng. Bác sĩ Manfred M. Fichter của Bệnh viện thực hành về Tâm thần của Đại học München đưa ra "bằng chứng cho giả thuyết rằng nhà văn Franz Kafka mắc một bệnh chán ăn tâm thần không điển hình" và rằng Kafka không chỉ cô độc và thất vọng mà còn "đôi khi có khuynh hướng tự sát". Trong cuốn sách "Franz Kafka, the Jewish Patient" năm 1995, Sander Gilman đã tìm hiểu "tại sao một người Do Thái có thể bị xem là bị 'ám ảnh về sức khỏe' hoặc 'đồng tính luyến ái' và làm sao Kafka kết hợp những khía cạnh theo những cách hiểu này về người đàn ông Do Thái vào sự tự nhận thức và văn chương của chính ông". Kafka được cho là đã cố tự tử ít nhất một lần, vào cuối năm 1912.

### Quan điểm chính trị
Trước Chiến tranh thế giới thứ nhất, Kafka đã tham dự một số cuộc họp của câu lạc bộ Mladých, một tổ chức vô chính phủ, chống tăng lữ, chống quân phiệt. Hugo Bergmann, người học cùng trường với Kafka cả tiểu học lẫn trung học, cắt đứt quan hệ với Kafka vào năm cuối đại học (1900-1901) bởi theo ông này: "Franz đã trở thành một người xã hội chủ nghĩa, còn tôi trở thành một người phục quốc Do Thái năm 1898. Sự tổng hợp của chủ nghĩa xã hội và chủ nghĩa phục quốc Do Thái không hề tồn tại". Bergmann kể rằng Kafka đã cài một bông cẩm chướng đỏ tới trường để thể hiện sự ủng hộ cho chủ nghĩa xã hội. Trong một trang nhật ký, Kafka đã nhắc tới một triết gia vô chính phủ nhiều ảnh hưởng là Peter Kropotkin: "Đừng quên Kropotkin!". Sau này khi bàn về những người vô chính phủ Séc, ông khẳng định: "Tất cả bọn họ mưu cầu vô ích để hiện thực hóa hạnh phúc con người. Tôi cảm thông với họ. Nhưng... tôi không thể nào tiếp tục bước tới cùng họ lâu dài được".
Trong thời kỳ cộng sản cầm quyền, di sản của tác phẩm Kafka đối với khối xã hội chủ nghĩa Đông Âu được đem ra tranh cãi gay gắt. Các ý kiến thay đổi từ chỗ cho rằng ông chế nhạo sự mục nát quan liêu của Đế quốc Áo-Hung đang suy sụp tới chỗ đề xuất rằng ông là hiện thân của sự trỗi dậy của chủ nghĩa xã hội. Một điểm mấu chốt nữa là chủ đề sự ghẻ lạnh trong văn ông; trong lúc lập trường chính thống là sự mô tả của Kafka về sự ghẻ lạnh không còn có ý nghĩa cho một xã hội được cho là đã loại bỏ sự ghẻ lạnh giữa người với người, một hội thảo năm 1963 tổ chức ở Liblice, Tiệp Khắc để tưởng niệm 80 năm ngày sinh của ông đánh giá lại tầm quan trọng còn tồn tại của sự minh họa của Kafka về xã hội quan liêu. Bản thân việc Kafka có phải là một nhà văn chính trị hay không vẫn là một vấn đề tranh cãi.

### Quan điểm về Do Thái
Lớn lên, Kafka là một người Do Thái nói tiếng Đức ở Praha, một thành phố do những người nói tiếng Séc và không phải dân Do Thái, thống trị. Ông bị mê hoặc sâu xa bởi nhánh Do Thái Đông Âu, những người ông nghĩ là sở hữu một sức mạnh của đời sống tinh thần mà người Do Thái ở phương Tây không có được. Trong nhật ký của ông có rất nhiều chỗ nhắc đến các tác giả tiếng Yiddish. Tuy nhiên ông nhiều lần xa lánh khỏi đạo Do Thái và đời sống Do Thái: "Tôi có điểm chung gì với những người Do Thái? Tôi khó có thứ gì giống với chính tôi và nên đứng rất kín đáo ở một góc, bằng lòng rằng mình còn có thể thở".
Hawes đề xuất rằng Kafka, mặc dù nhận thức rõ tính Do Thái của chính ông, không đưa nó vào tác phẩm của ông, mà theo Hawes, thiếu các chủ đề, cảnh hay nhân vật Do Thái. Theo quan điểm của nhà phê bình văn học Harold Bloom, mặc dù Kafka không thoải mái với di sản Do Thái của mình, ông là một nhà văn Do Thái tinh hoa. Lothar Kahn cũng khẳng định tương tự: "Sự hiện diện của Do Thái tính trong tác phẩm của Kafka không còn là vấn đề bàn cãi". Pavel Eisner, một trong những người dịch Kafka đầu tiên, diễn giải tác phẩm kinh điển "Vụ án" như hiện thân của "mức độ hiện diện của người Do Thái ở Praha... vai chính Josef K. là bị bắt giữ (một cách tượng trưng) bởi một người Đức (Rabensteiner), một người Séc (Kullich) và một người Do Thái (Kaminer). Ông bênh vực cho "tội lỗi vô tội" (guitless guilt) thấm đẫm người Do Thái trong thế giới hiện đại, mặc dù không có gì chứng tỏ ông là một người Do Thái".
Trong tiểu luận "Nỗi buồn ở Palestine?!", Dan Miron khám phá mối liên hệ của Kafka với chủ nghĩa phục quốc Do Thái: "Dường như những người tuyên bố rằng có một mối quan hệ như thế và rằng chủ nghĩa phục quốc Do Thái đóng một vai trò trung tâm trong đời sống và tác phẩm của ông, và những người phủ nhận hoàn toàn mối quan hệ hay gạt bỏ tầm quan trọng của nó, đều sai. Sự thật nằm ở vị trí đâu đó rất khó nắm bắt giữa hai thái cực đơn giản hóa này". Kafka từng xem xét chuyển tới Palestine với Felice Bauer, và sau đó là với Dora Diamant. Khi sống ở Berlin ông học tiếng Hebrew, thuê một người bạn của nhà Brod đến từ Palestine, Pua Bat-Tovim, dạy gia sư cho ông và tham dự các lớp học của giáo sĩ Julius Grünthal ở Cao đẳng Do Thái học Berlin.

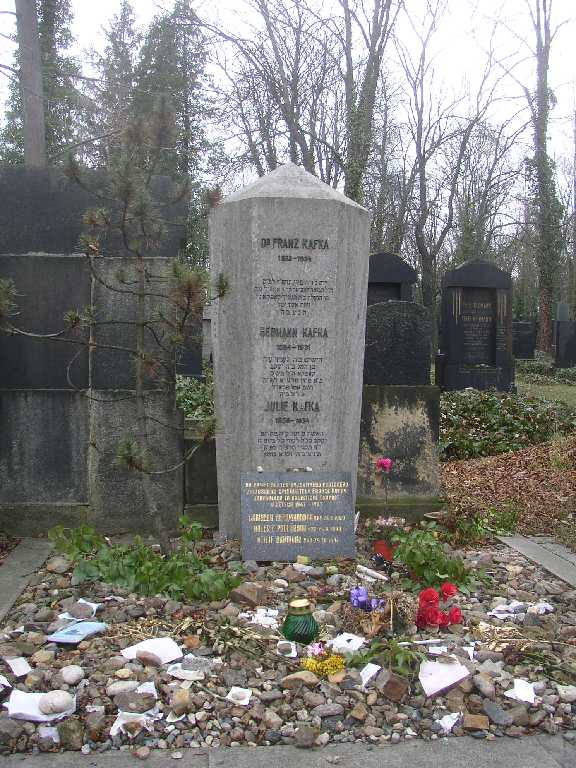
Mộ Kafka ở nghĩa trang Do Thái Mới, Praha.

Livia Rothkirchen gọi Kafka là "nhân vật biểu tượng của thời đại ông". Những người cùng thời với ông bao gồm nhiều nhà văn Do Thái nhạy cảm với văn hóa Đức, Séc, Áo và Do Thái. Theo Rothkirchen, "Tình huống này cung cấp cho văn chương của họ một nhãn quan toàn thế giới và năng lực tán tụng bên cạnh sự trầm ngâm siêu hình siêu việt. Một ví dụ lừng lẫy là Franz Kafka".

### Qua đời
Khi bệnh lao thanh quản trầm trọng hơn vào tháng 3 năm 1924, Kafka quyết định từ Berlin trở về Praha, nơi gia đình ông đã chăm sóc cho ông, đặc biệt là người em gái Ottla. Ông tới viện điều dưỡng của Bác sĩ Hoffmann ở Kierling gần Vienna để điều trị vào ngày 10 tháng Tư và mất ở đó ngày 3 tháng 6 năm 1924. Ông chết vì thiếu ăn: các vấn đề về cổ họng Kafka khiến cho việc ăn uống gây đau đớn quá mức cho ông, và thời đó kĩ thuật truyền chất dinh dưỡng ngoài ruột chưa được phát triển nên không có cách nào để cho ông ăn cả. Thi hài của ông được mang trở lại Praha nơi ông được chôn vào ngày 11 tháng 6 năm 1924, tại nghĩa trang Do Thái Mới (Novém židovském hřbitově). Kafka ít có tên tuổi trong suốt cuộc đời mình, và ông cũng không coi danh tiếng là quan trọng. Tuy nhiên, ông sớm trở nên nổi danh sau khi qua đời.

## Tác phẩm

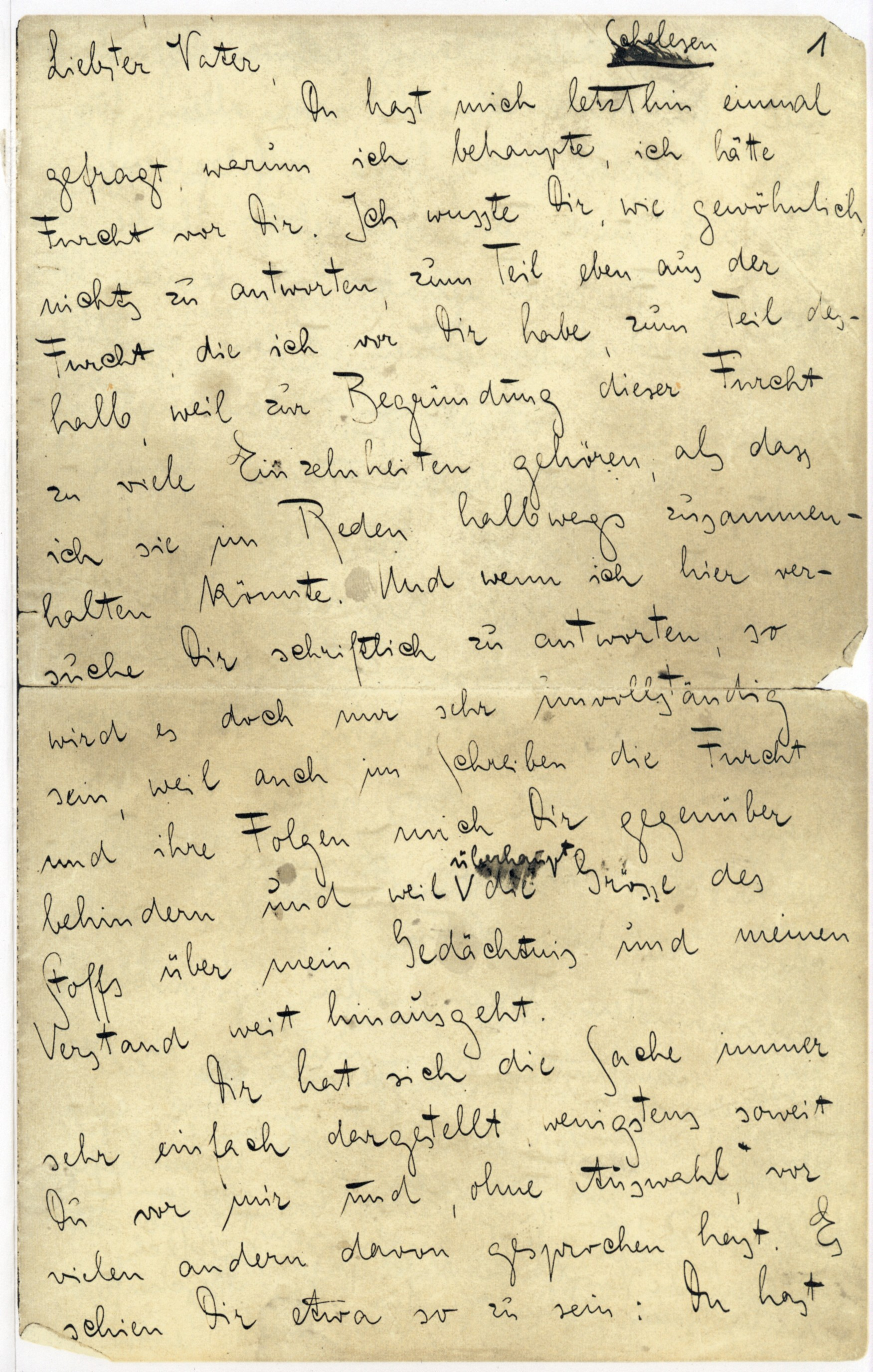
Trang đầu "Thư gửi cha" của Kafka

Tất cả các tác phẩm được xuất bản của Kafka đều được viết bằng tiếng Đức, trừ vài bức thư tiếng Séc viết cho Milena Jesenská. Số ít ỏi những tác phẩm được xuất bản khi ông sinh thời thu hút rất ít sự chú ý của công chúng.
Kafka chưa hoàn thành một tiểu thuyết nào trọn vẹn và đốt bỏ khoảng 90 phần trăm tác phẩm của chính mình, hầu hết trong thời kỳ ông sống ở Berlin với sự trợ giúp của người tình Diamant. Trong những năm đầu văn nghiệp, ông chịu ảnh hưởng của Heinrich von Kleist người mà các tác phẩm được Kafka miêu tả là đáng sợ trong một bức thư gửi Bauer và là người ông xem là gần gũi hơn cả gia đình mình.

### Truyện
Các tác phẩm được xuất bản sớm nhất của Kafka là tám truyện ngắn xuất hiện năm 1908 trong số đầu của tạp chí văn học Hyperion dưới tựa đề Betrachtung ("Trầm tư"). Ông viết "Mô tả một trận chiến" ("Beschreibung eines Kampfes") năm 1904, rồi một năm sau ông đưa cho Brod, người khuyên ông tiếp tục viết và thuyết phục ông đăng nó lên tờ Hyperion. Kafka đã xuất bản một đoạn vào năm 1908 và hai đoạn năm 1909, tất cả ở München.
Trong một cơn bùng nổ sáng tạo vào đêm ngày 22 tháng 9 năm 1912, Kafka đã sáng tác truyện "Lời tuyên án" (Das Urteil) và đề tặng nó cho Felice Bauer. Brod chỉ ra sự tương đồng trong tên gọi nhân vật chính cùng hôn thê hư cấu của anh ta, Georg Bendemann và Frieda Brandenfeld, với Franz Kafka và Felice Bauer trong đời thực. Truyện ngắn này được xem như tác phẩm đột phá của Kafka. Nó đề cập tới mối quan hệ khó khăn giữa một người con trai và một người cha chuyên quyền, đối diện một tình huống mới khi người con đính hôn. Kafka về sau kể lại là đã viết trong "một sự khai mở trọn vẹn của thể xác và linh hồn" một câu chuyện "sống dậy như một sự sinh nở thực sự, bị bao phủ bởi những thứ bẩn thỉu và nhớp nhúa". Truyện này được xuất bản lần đầu ở Leipzig năm 1912 và đề tặng "cho Quý cô Felice Bauer", và trong các lần ấn bản sau viết tắt là "cho F.".
Năm 1912, Kafka viết truyện dài "Hóa thân" (Die Verwandlung), xuất bản năm 1915 ở Leipzig. Câu chuyện bắt đầu với một người giao hàng lưu động tỉnh dậy và thấy mình đã biến đổi thành một con sâu khổng lồ gớm ghiếc (ungeheuren Ungeziefer). Các nhà phê bình xem tác phẩm này là một trong những tác phẩm hư cấu sáng tạo nhất của thế kỷ 20. Truyện "Trại lao cải" (In der Strafkolononie), nói về một thiết bị hành hình và tra tấn tinh vi, được viết vào tháng 10 năm 1914, sửa lại năm 1918, và xuất bản ở Leipzig tháng 10 năm 1919. Truyện "Nghệ sĩ nhịn đói" (Ein Hungerkünstler) in trên tập san Die neue Rundschau năm 1924, mô tả một nhân vật chứng kiến ngày càng thưa thớt người quan tâm tới màn biểu diễn nhịn ăn lạ lùng của mình. Truyện cuối cùng của ông, "Nữ ca sĩ Josefine, hay truyện kể về dân chuột" (Josefine, die Sängerin oder Das Volk der Mäuse), cũng liên quan tới mối quan hệ giữa nghệ sĩ và khán giả của họ.

### Tiểu thuyết
Kafka bắt đầu dự án tiểu thuyết đầu tiên vào năm 1912, chương đầu của nó là truyện "Người đốt lò" (Der Heizer). Kafka gọi tác phẩm vẫn chưa hoàn thành này là Der Verschollene ("Người mất tích") nhưng khi Brod xuất bản nó sau khi Kafka mất, ông đặt tên nó là Amerika ("Nước Mỹ"). Cảm hứng cho tiểu thuyết này đến từ lần tham dự vào đám đông khán giả tại nhà hát Yiddish năm trước đó đã đem lại cho ông nhận thức mới về di sản của mình, từ đó làm nảy sinh ý nghĩ rằng có một khả năng đánh giá bẩm sinh về di sản của người ta nằm sâu bên trong mỗi con người. Rõ ràng hóm hỉnh hơn và có phần hiện thực hơn hầu hết các tác phẩm khác của Kafka, tuy nhiên tiểu thuyết này chia sẻ cùng môtip về một hệ thống mơ hồ và ngột ngạt không ngừng áp đặt nhân vật chính vào những hoàn cảnh kỳ quái. Nó sử dụng nhiều chi tiết trong những trải nghiệm của họ hàng ông, những người đã tới nước Mỹ và là công trình duy nhất mà Kafka từng cân nhắc một kết thúc lạc quan.
Năm 1914, Kafka bắt tay vào tiểu thuyết "Vụ án" (Der Process), một câu chuyện về một người đàn ông tên là Josef K. bị bắt giữ và thẩm vấn bởi một chính quyền ở xa, không thể tiếp cận được, mà bản chất hành vi phạm tội của anh ta là gì cả chính anh ta và độc giả đều không được biết. Kafka chưa hoàn thành cuốn tiểu thuyết, mặc dù ông đã kết thúc chương đầu. Theo nhà văn được giải Nobel và là một học giả về Kafka Elias Canetti, Felice nằm ở trung tâm cốt truyện của "Vụ án" mà Kafka từng gọi là "truyện của cô ấy". Canetti đặt tựa đề cuốn sách của ông về các lá thư của Kafka cho Felice là "Vụ án khác của Kafka", ám chỉ nhận thức về mối quan hệ giữa những bức thư và tiểu thuyết. Michiko Kakutani lưu ý trong một bài bình luận trên tờ The New York Times rằng những lá thư của Kafka có "những chỉ dấu về tiểu thuyết của ông; cùng mối quan tâm tới những chi tiết tỉ mỉ; cùng ý thức hoang tưởng về sự dịch chuyển cân bằng quyền lực; cùng không khí của sự ngột ngạt cảm xúc – trộn với, vừa đủ một cách đáng kinh ngạc, những nhiệt tình và khoái cảm ngây thơ".
Theo nhật ký của ông, Kafka đã đang chuẩn bị cho tiểu thuyết "Lâu đài" (Das Schloss) ngày 11 tháng 6 năm 1914, tuy nhiên phải đến 27 tháng 1 năm 1922 ông mới bắt đầu viết nó. Nhân vật chính là một nhân viên đạc điền (Landvermesser) tên là K., người đấu tranh vì những lý do không rõ ràng để tiếp cận nhà cầm quyền huyền bí của một lâu đài cai trị một ngôi làng. Ý đồ của Kafka là chính quyền lâu đài thông báo cho K. vào lúc anh hấp hối rằng "những yêu cầu chính thức muốn sống ở làng là không có hiệu lực, tuy nhiên, xét đến những hoàn cảnh phụ nào đó, anh ta được phép sống và làm việc ở đây". Tối tăm và có những đoạn siêu thực, tiểu thuyết tập trung vào sự ghẻ lạnh của xã hội, tính quan liêu, sự vỡ mộng dường như vô hạn của nỗ lực con người nhằm chống lại hệ thống, và sự truy tìm vô ích và vô vọng cho một mục đích không thể đạt tới. Harmut M. Rastalsky viết trong luận văn của ông: "Giống như những giấc mơ, các văn bản của ông chứa những chi tiết 'hiện thực' cùng với sự phi lý, sự quan sát và suy luận cẩn thận về phần các nhân vật chính với sự đãng trí và vô ý không thể giải thích nổi".

### Lịch sử xuất bản

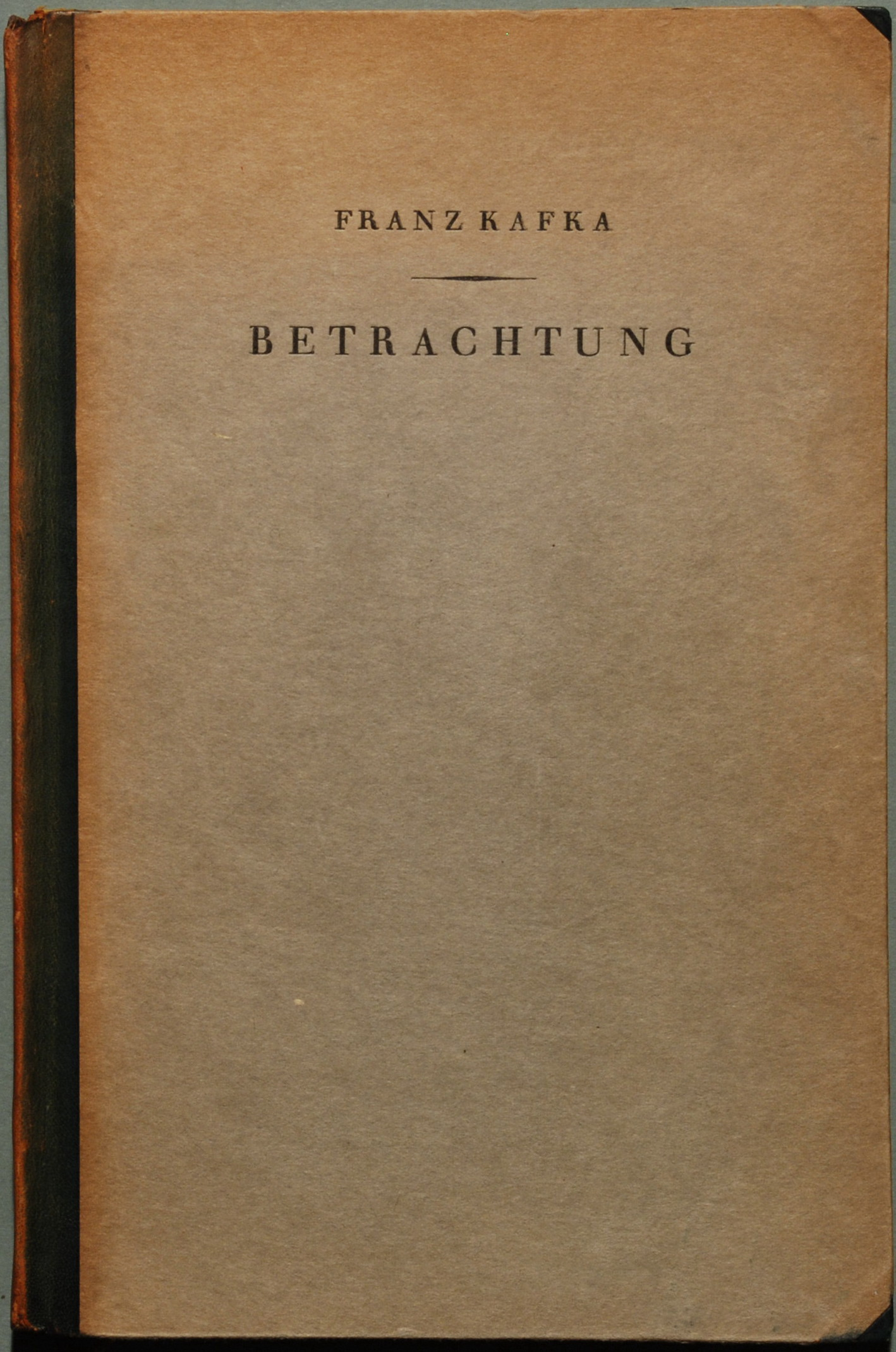
Ấn bản lần thứ nhất của tập "Trầm tư" (Betrachtung, 1912.

Các truyện của Kafka ban đầu được xuất bản trong các tạp chí văn học. Tám truyện đầu được in năm 1908 trong số đầu của tập san hai tháng một kỳ Hyperion. Franz Blei đã xuất bản hai đối thoại vào năm 1909 về sau trở thành một phần của "Mô tả một trận đánh" (Beschreibung eines Kampfes). Một đoạn bài viết "Những chiếc phi cơ ở Bresica" (Die Aeroplane in Brescia), được viết trong một chuyến đi tới Ý cùng Brod, xuất hiện trên tờ nhật báo Bohemia vào 28 tháng 9 năm 1909. Ngày 27 tháng 3 năm 1910, một số truyện về sau trở thành một phần của cuốn "Trầm tư" (Betrachtung) được đăng trong ấn phẩm nhân dịp Phục sinh của tờ Bohemia. Ở Leipzig trong năm 1913, Brod và nhà xuất bản Kurt Wolff đưa "Vụ án. Một truyện của Franz Kafka." (Das Urteil. Eine Geschichte von Franz Kafka.) vào niên giám văn học cho thơ nghệ thuật Arkadia của họ. Truyện "Trước cửa pháp luật" (Vor dem Gesetz) được in trong ấn bản cho dịp Năm Mới 1915 trong tờ tuần báo độc lập của người Do Thái Selbtwehr, sau được in lại năm 1919 trong tập truyện "Một thầy thuốc nông thôn" (Ein Landarzt) và trở thành một phần của tiểu thuyết "Vụ án". Các truyện khác được xuất bản trong những dịp khác nhau, bởi tạp chí Der Jude của Max Brod, báo Prager Tagblatt và tạp chí Die neue Rundschau,Genius, Prager Presse.
Cuốn sách đầu tiên của Kafka, "Trầm tư" (Betrachtung), là một tập hợp những truyện ngắn được viết từ năm 1904 tới 1912. Trong một chuyến đi chơi mùa hè tới Weimar, Brod đề xuất một cuộc gặp giữa Kafka và Kurt Wolff; Wolff sau đó đã xuất bản tập truyện này vào cuối năm 1912 ở nhà xuất bản Rowohlt Verlag (năm đề xuất là 1913). Kafka đề tặng nó cho Brod ("Für M.B.") và ghi thêm vào bản in riêng để cho bạn ông "So wie es hier schon gedruckt ist, für meinen liebsten Max — Franz K." ("Như đã được in ở đây, cho người bạn thân mến nhất Max").
Truyện "Hóa thân" được xuất bản lần đầu tiên trong số tháng 10 năm 1915 của Die Weißen Blätter, một nguyệt san văn học biểu hiện chủ nghĩa, do René Schickele biên tập. Một tập truyện khác của Kafka, "Thầy thuốc nông thôn" được Kurt Wolff phát hành vào năm 1919, đề tặng cho bố ông. Kafka đã chuẩn bị một tuyển tập cuối cùng gồm bốn truyện để in với tên Ein Hungerkünstler ("Nghệ sĩ nhịn đói"), xuất hiện vào năm 1924 sau cái chết của ông, bởi nhà xuất bản Verlag Die Schmiede. Ngày 20 tháng 4 năm 1924, nhà xuất bản Berliner Börsen-Courier phát hành tiểu luận của Kafka về nhà văn Adalbert Stifter.

#### Max Brod

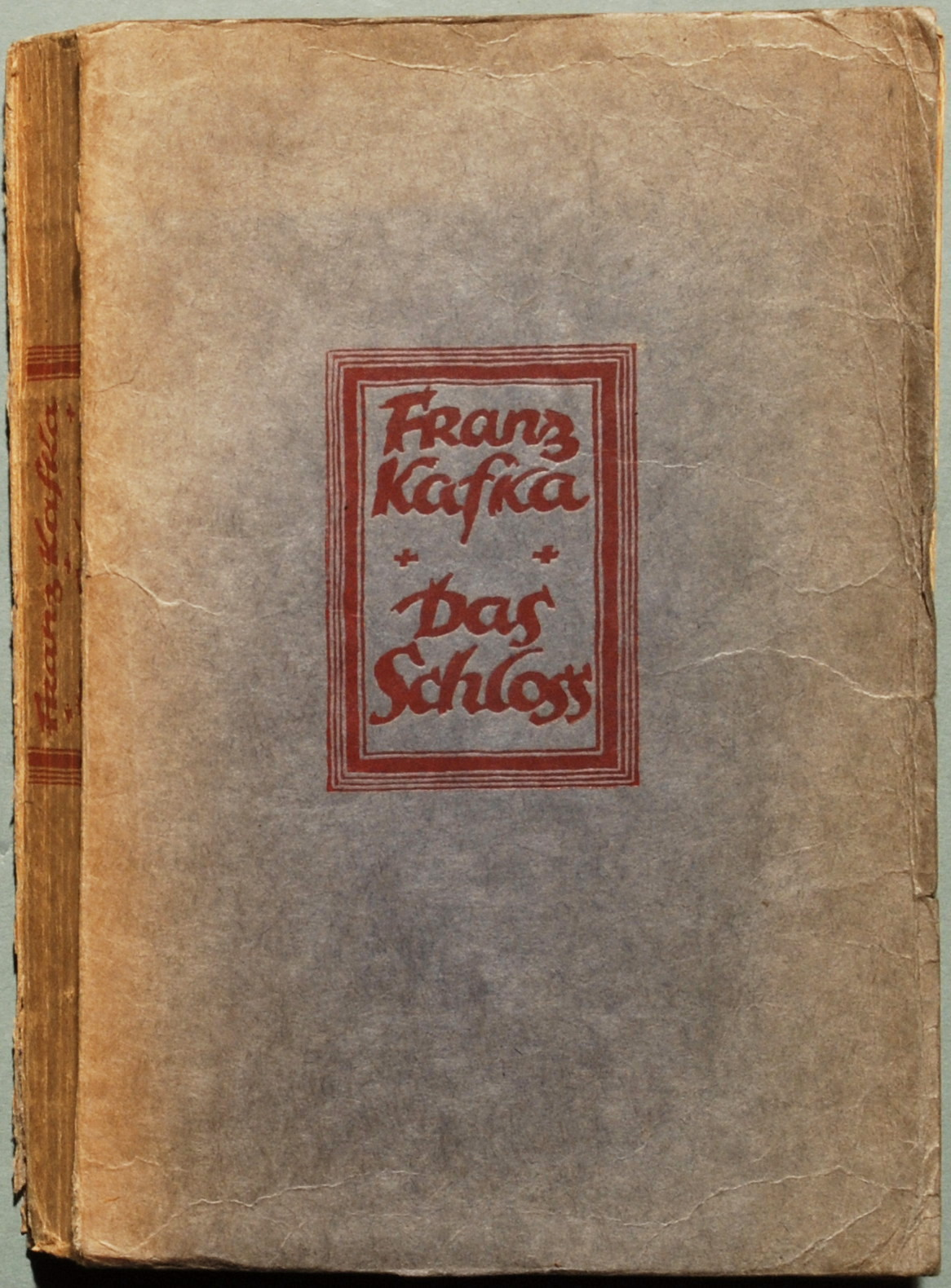
Ấn bản lần thứ nhất của tiểu thuyết "Lâu đài", 1926.

Kafka để lại tác phẩm của ông, cả xuất bản lẫn chưa xuất bản, cho bạn của ông là Max Brod, với những chỉ dẫn rõ ràng rằng chúng phải bị tiêu hủy sau khi ông mất; Kafka viết: "Max thân yêu nhất, yêu cầu cuối cùng của tôi: Mọi thứ tôi để lại đằng sau... theo nghĩa các cuốn nhật ký, bản thảo, thư từ (của tôi hay gửi cho tôi), phác thảo, và tương tự, phải bị đốt bỏ mà không đọc". Brod quyết định làm ngơ yêu cầu này và xuất bản các tiểu thuyết và tuyển tập từ năm 1925 tới 1935. Ông mang nhiều trang viết chưa được xuất bản cùng mình trong các vali tới Palestine khi ông chạy trốn tới đây vào lúc Thế chiến hai bùng nổ năm 1939. Người tình cuối cùng của Kafka, Dora Diamant, cũng bỏ qua ước nguyện của ông, bí mật giữ 20 sổ tay và 35 lá thư. Chúng bị Gestapo tịch thu năm 1933, và nay các nhà nghiên cứu vẫn tiếp tục tìm kiếm.
Khi Brod xuất bản phần lớn di cảo Kafka thuộc sở hữu của ông, tác phẩm Kafka bắt đầu thu hút sự chú ý rộng hơn cũng như sự tán thưởng từ giới phê bình. Brod cảm thấy khó khăn để biên soạn những sổ tay của Kafka theo thứ tự thời gian. Một vấn đề là Kafka thường bắt đầu viết ở những phần khác nhau của cuốn sổ; đôi khi ở giữa, có lúc viết ngược từ cuối sổ. Brod đã hoàn thành nhiều tác phẩm chưa viết xong của Kafka để có thể xuất bản chúng. Chẳng hạn, Kafka để cuốn "Vụ án" lại với những chương chưa hoàn thành và không đánh số còn "Lâu đài" với những câu chưa hoàn thành và nội dung mơ hồ; Brod đã sắp xếp lại các chương, thảo sao văn bản và thay đổi dấu chấm câu. "Vụ án" xuất hiện năm 1925 trên nhà sách Verlag Die Schmiede. Kurt Wolff xuất bản hai tiểu thuyết khác, "Lâu đài" năm 1926 và "Nước Mỹ" năm 1927. Năm 1931, Brod biên tập một tuyển tập văn xuôi và các truyện chưa xuất bản thành cuốn "Vạn Lý Trường Thành Trung Hoa" (Beim Bau der Chinesischen Mauer), theo tên một truyện trong đó. Cuốn sách xuất hiện trên kệ sách của nhà xuất bản Gustav Kiepenheuer Verlag. Các tuyển tập của Brod thường được gọi tên là Những Ấn bản Cuối cùng.

#### Các ấn bản hiện đại
Năm 1961, sau khi thương thuyết với Brod và họ hàng Kafka, Malcolm Pasley được phép đem phần lớn các bản thảo gốc viết tay của Kafka tới lưu trữ tại Thư viện Bodleian của Đại học Oxford. Riêng các trang viết về "Vụ án" về sau được bán đấu giá và được lưu trữ lại Phòng Lưu trữ Văn học Đức ở Marbach am Neckar, Đức. Sau đó, Pasley lãnh đạo một nhóm (bao gồm Gerhard Neumann, Jost Schillement và Jürgen Born tái dựng lại các tiểu thuyết; và nhà xuất bản S. Fischer Verlag tái bản chúng. Pasley biên tập lại "Lâu đài", được xuất bản năm 1982, và "Vụ án" năm 1990. Jost Schillement thì biên tập "Nước Mỹ" xuất bản năm 1983. Chúng được gọi là "Những Ấn bản Phê bình" hay "Những Ấn Bản Fischer".

#### Các bài viết chưa xuất bản
Khi Brod mất vào năm 1968, ông để lại các trang viết chưa xuất bản của Kafka, được cho là lên tới hàng ngàn trang, cho thư ký của ông là Esther Hoffe. Bà đã bán một số, nhưng phần lớn chúng được để lại cho hai con gái của bà, Eva và Ruth, những người cũng từ chối phát hành hoặc nhượng lại các trang viết. Một cuộc tranh luận tại tòa đã bắt đầu từ năm 2008 giữa hai chị em nhà Hoffe với Thư viện Quốc gia Isael, cơ quan tuyên bố những công trình này đã trở thành tài sản của dân tộc Israel khi Brod di cư tới Palestine năm 1939. Esther Hoffe đã bán bản thảo gốc của "Vụ án" với giá 2 triệu USD năm 1988 cho Bảo tàng Văn học Hiện đại của Phòng Lưu trữ Văn học Đức ở Marbach am Neckar. Cho đến năm 2012 chỉ còn bà Eva còn sống. Một phán quyết của tòa án Tel Aviv năm 2010 nói rằng các trang viết phải được phát hành và điều đó đã được thực hiện với một phần nhỏ, bao gồm một vài truyện trước đây chưa biết, nhưng cuộc tranh cãi luật pháp vẫn tiếp diễn. Nhà Hoffes tuyên bố các trang viết là sử hữu tư nhân của họ, trong khi Thư viện Quốc gia Israel khẳng định chúng là "những tài sản văn hóa thuộc về dân tộc Do Thái". Họ cũng gợi ý rằng Brod truyền lại chúng cho họ theo di nguyện. Tòa án Tel Aviv đã ra án quyết vào tháng 10 năm 2012 rằng các trang viết là tài sản của Thư viện Quốc gia.

### Nhận định phê bình
Nhiều nhà phê bình ca ngợi văn chương Kafka. Nhà thơ W. H. Auden gọi Kafka là "Dante của thế kỷ hai mươi"; tiểu thuyết gia Vladimir Nabokov xếp ông vào số những nhà văn vĩ đại nhất thế kỷ 20. Nhà văn Gabriel García Márquez nhận xét việc đọc "Hóa thân" của Kafka cho ông thấy "không thể nào viết theo một cách khác". Chủ đề cốt lõi trong tác phẩm Kafka, xuất hiện ngay trong tác phẩm được in đầu tiên "Lời tuyên án" là mâu thuẫn cha-con: tội lỗi ở người con được giải quyết bằng đau đớn và chuộc tội. Những chủ đề và nguyên mẫu nổi bật khác bao gồm sự ghẻ lạnh, sự dã man về thể xác và tâm lý, các nhân vật trong cuộc điều tra đáng sợ, và sự biến đổi kỳ bí.
Văn phong Kafka được so sánh với Kleist ngay từ năm 1916, trong một bài bình luận về "Hóa thân" và "Người đốt lò" bởi Oscar Walzel trên tờ Berliner Beiträge. Bản chất văn xuôi Kafka cho phép những diễn giải và phê bình khác nhau xếp ông vào nhiều trường phái văn chương khác nhau. Chẳng hạn, những người marxist bất đồng gay gắt về cách diễn giải tác phẩm của Kafka. Một số buộc tội ông bóp méo hiện thực trong khi những người khác tuyên bố ông đã chỉ trích chủ nghĩa tư bản. Sự vô vọng và phi lý phổ biến trong truyện của ông được xem như dấu hiệu của chủ nghĩa hiện sinh. Một vài sách của Kafka chịu ảnh hưởng từ phong trào chủ nghĩa biểu hiện, tuy nhiên văn ông phần đa liên hệ với thể loại văn học hiện đại chủ nghĩa kinh nghiệm. Kafka cũng động chạm tới chủ đề mâu thuẫn của con người với thể chế quan liêu. William Burrows cho rằng tác phẩm của ông tập trong vào các quan niệm về đấu tranh, thương đau, cô đơn, và nhu cầu quan hệ giữa con người. Những người khác, như Thomas Mann, xem tác phẩm của Kafka có tính chất ngụ ngôn: một cuộc tìm kiếm, siêu hình về bản chất, hướng tới Chúa.
Theo Gilles Deleuze và Félix Guattari, những chủ đề về sự ghẻ lạnh và ngược đãi, dù có hiện diện trong Kafka, nhưng đã bị giới phê bình nhấn mạnh quá mức. Họ lập luận rằng tác phẩm của Kafka là có chủ tâm và có tính lật đổ hơn – và cả vui vẻ hơn – là nó tỏ ra ban đầu. Họ chỉ ra rằng việc đọc tác phẩm của ông trong khi tập trung vào sự vô ích của cuộc chiến đấu mà các nhân vật tiến hành thể hiện sự bông lơn của ông; ông không nhất thiết đang bình luận về những vấn đề của chính ông, mà đúng hơn là đang chỉ ra người ta có xu hướng bịa nên những vấn đề như thế nào. Trong tác phẩm của mình, Kafka thường tạo ra những thế giới độc ác, phi lý. Kafka đã đọc bản thảo tác phẩm của mình cho bạn bè, thường tập trung vào những đoạn văn xuôi hài hước của ông. Nhà văn Milan Kundera đề xuất rằng tính hài hước siêu thực của Kafka có thể là sự đảo ngược của Dostoevsky, người đưa ra những nhân vật chịu hình phạt do một tội ác. Trong tác phẩm của Kafka một nhân vật sẽ bị trừng phạt mặc dù tội ác còn chưa được thực hiện. Kundera tin rằng cảm hứng của Kafka dành cho những tình huống đặc thù của ông đến từ việc lớn lên trong một gia đình gia trưởng cũng như sống trong một nhà nước chuyên chế.
Đã có những nỗ lực nhằm xác định ảnh hưởng của kiến thức ngành tư pháp của Kafka và vai trò của pháp luật trong tác phẩm của ông. Hầu hết những lối diễn giải xác định những khía cạnh của luật và thủ tục pháp luật là quan trọng trong văn ông, trong đó hệ thống luật pháp thường ngột ngạt. Pháp luật trong văn Kafka, thay vì có tính đại diện cho bất kì thực thể chính trị hay tư pháp cụ thể nào, thường được diễn giải như biểu hiện một tập hợp những thế lực vô danh, không thể hiểu thấu được. Chúng bị che khuất với mỗi cá nhân nhưng lại điều khiển đời sống của con người, những nạn nhân vô tội của những hệ thống nằm ngoài sự kiểm soát của họ. Các nhà phê bình ủng hộ cách diễn giải theo thuyết phi lý này trích dẫn các trường hợp trong đó Kafka mô tả chính mình trong mối mâu thuẫn với một thế giới phi lý, như trong đoạn nhật ký sau:

Đóng kín trong bốn bức tường, tôi thấy mình như một kẻ di cự bị tống giam ở một nước xa lạ... Tôi thấy gia đình mình như những người ngoại quốc lạ lùng mà những tập tục, nghi thức và chính ngôn ngữ của họ thách đố sự tìm hiểu... mặc dù tôi không muốn thế, họ vẫn bắt tôi phải tham gia vào những nghi lễ kỳ quái của họ... Tôi không thể kháng cự lại.

Tuy nhiên, James Hawes khẳng định rằng nhiều trong số những mô tả của Kafka về trình tự luật pháp trong "Vụ án" – dường như siêu hình, phi lý, như ác mộng và gây bối rối - thực tế dựa trên những mô tả thông thạo và chính xác về thủ tục hình sự Áo và Đức thời đó, có tính thẩm tra (inquisitorial) hơn là hồi tố (adversarial). Mặc dù làm trong ngành bảo hiểm, Kafka được đào tạo thành luật sư nên "nhận thức sâu sắc về những tranh cãi tư pháp đương thời". Trong một công bố đầu thế kỷ 21 sử dụng các trang viết của Kafka làm điểm xuất phát, Pothik Ghosh khẳng định với Kafka, luật pháp "không có ý nghĩa gì ngoài sự thực nó là một thế lực cai trị và quyết định thuần túy".

### Các bản dịch
Tác phẩm của Kafka được dịch đầu tiên là truyện "Người đốt lò" (Der Heizer) do Milena Jesenská dịch sang tiếng Séc năm 1919; đây cũng là bản dịch duy nhất khi Kafka còn sống. Sau khi Brod xuất bản phần lớn tác phẩm của Kafka, chúng bắt đầu thu hút được sự chú ý và được dịch sang các ngôn ngữ khác. Bản dịch Kafka sang tiếng Anh đầu tiên là "The Castle" (từ tiểu thuyết "Lâu đài") của Edwin Muir, được nhà xuất bản Secker & Warburg ở Anh và Alfred A. Knopf ở Hoa Kỳ phát hành năm 1930. Việc xuất bản Kafka bị đình trệ những năm sau đó do chế độ quốc xã Đức ra lệnh cấm các tác phẩm Do Thái; chủ nhà xuất bản Salman Shocken được Max Brod ủy quyền đã xuất bản các bản dịch tiếng Hebrew đầu tiên ở Palestine vào năm 1939. Sau chiến tranh, các bản dịch tiếng Anh của tác phẩm Kafka được hiệu đính và tái bản ở Mỹ năm 1946; kể từ đây danh tiếng Kafka lớn lên rất nhanh và tác phẩm của ông được dịch ra rất nhiều thứ tiếng. Do tình trạng di thảo Kafka được biên tập nhiều lần đã nhắc ở trên dẫn đến nhiều văn bản dịch khác nhau về câu chữ trong cùng một ngôn ngữ.
Trong tiếng Việt, các bản dịch Nhật ký Kafka và truyện ngắn của Kafka được Đoàn Tử Huyến và Dương Tất Từ dịch lẻ tẻ từ những năm 1980, đăng trong các tạp chí và hợp tuyển. Dần dần Kafka được chú ý nhiều hơn, các tiểu thuyết chính của ông được dịch ra tiếng Việt: Vụ án - Hóa thân (Nhà xuất bản Văn học, 1989, gồm hai truyện: "Vụ án", Phùng Văn Tửu dịch từ tiếng Pháp, "Hóa thân", Đức Tài dịch từ bản tiếng Anh); Lâu đài (Trương Đăng Dung dịch từ tiếng Hung, Nhà xuất bản Văn học, 1998). Năm 2003, Tuyển tập tác phẩm Franz Kafka được Trung tâm Văn hóa và Ngôn ngữ Đông Tây liên kết với Nhà xuất bản Hội nhà văn ấn hành, tập hợp những tác phẩm đã được dịch ra tiếng Việt cho đến lúc đó, bao gồm "Vụ án", "Lâu đài", "Hóa thân", một số truyện ngắn, "Thư gửi Felice" và trích đoạn "Nhật ký Kafka". Năm 2013, Thư gửi bố do Đinh Bá Anh dịch từ nguyên bản tiếng Đức, được Nhà xuất bản Hội nhà văn và Công ty cổ phần Văn hóa Phương Nam xuất bản. Từ năm 2015 đến năm 2017, lần lượt các bản dịch Vụ án, Lâu đài, Nước Mỹ do Lê Chu Cầu thực hiện từ nguyên bản tiếng Đức được Công ty cổ phần Văn hóa và Truyền thông Nhã Nam liên kết với Nhà xuất bản Văn học xuất bản.
Bên cạnh những vấn đề chung khi chuyển ngữ các tác phẩm văn học, việc dịch Kafka có những khó khăn riêng. Kafka ưa dùng một cách đặt câu trong tiếng Đức cho phép những câu văn rất dài, đôi khi cả một trang giấy, mạch ý của những câu như vậy có thể biến đổi ở ngay cuối câu – do trong một số câu tiếng Đức động từ chính được đặt ở cuối. Những cấu trúc như vậy không xuất hiện trong các ngôn ngữ khác và khó mà truyền tải được. Chưa kể tiếng Đức vốn đa nghĩa và trong nhiều trường hợp khó mà phán đoán được Kafka muốn dùng với nghĩa nào. Cuối cùng, bản thân Kafka không viết bằng tiếng Đức cao chuẩn mà là một thứ tiếng Đức ở Praha pha tạp ngôn ngữ Yiddish và Séc. Ở Việt Nam, các bản dịch Kafka lúc đầu không dịch từ tiếng Đức mà từ một bản dịch trung gian như tiếng Pháp, Nga, Hungary, Séc,...

## Di sản

### "Kiểu Kafka"

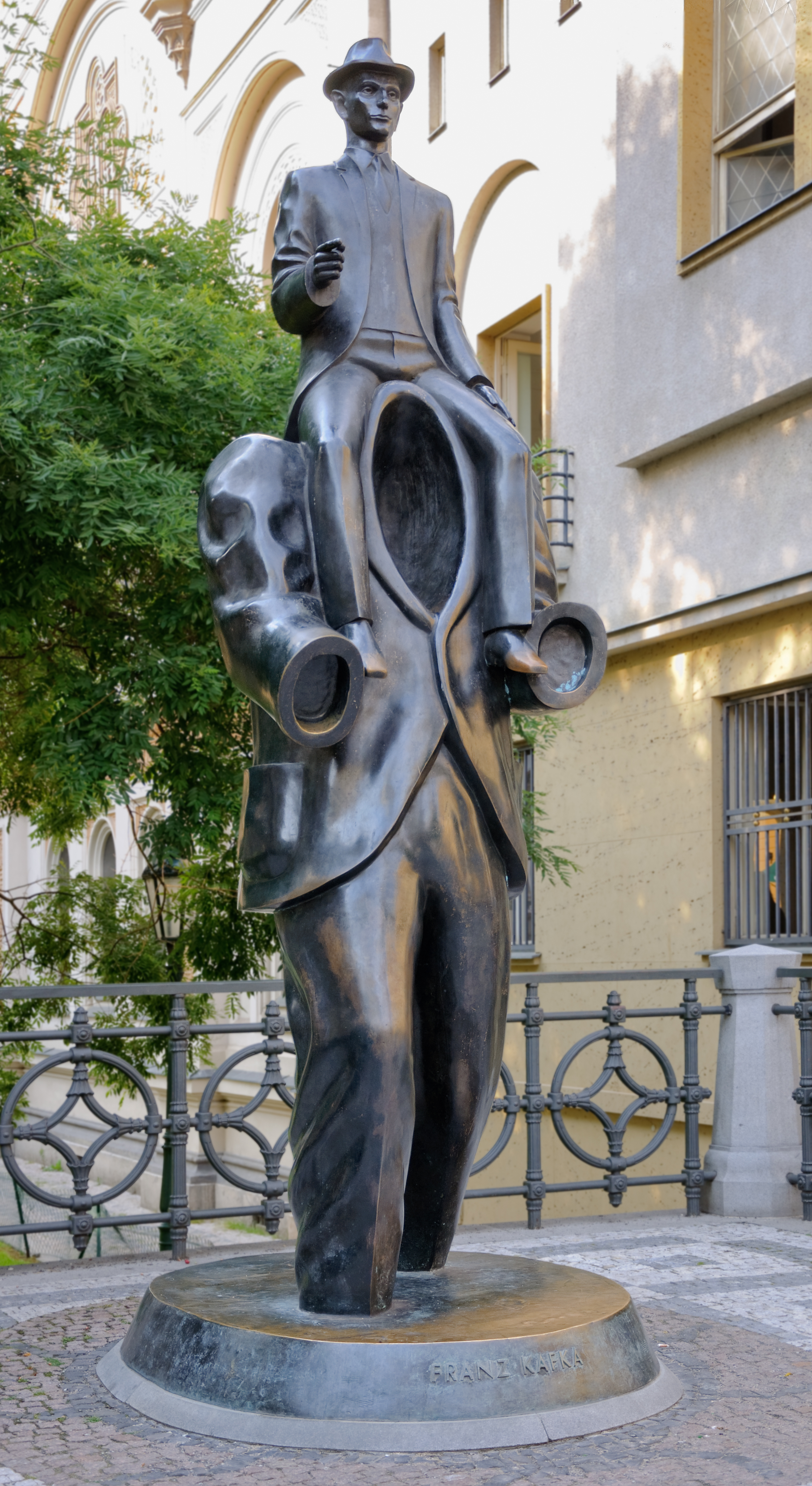
Bức tượng đồng Franz Kafka của Jaroslav Róna ở Praha.

Văn chương của Kafka là nguồn gốc của thuật ngữ "kiểu Kafka" (tiếng Anh: kafkaesque; tiếng Đức: kafkaesk, tiếng Pháp: kafkaïen), dùng để miêu tả những quan niệm và tình huống gợi lại những tác phẩm của ông, đặc biệt là Hóa thân và Vụ án. Ví dụ như những trường hợp mà trong đó người ta bị chế ngự bởi những bộ máy quan liêu, thường trong một môi trường siêu thực, ác mộng tạo nên những cảm giác vô nghĩa, mất phương hướng, không ai giúp đỡ. Các nhân vật trong một bối cảnh "kiểu Kafka" thường thiếu một cách thức hành động rõ ràng để thoát khỏi hoàn cảnh đó. Các yếu tố "kiểu Kafka" thường xuất hiện trong các tác phẩm hiện sinh, nhưng thuật ngữ này đã vượt quá địa hạt văn học và được áp dụng cho cả những sự kiện, tình huống trong đời thực mà phức tạp đến độ không hiểu nổi, kỳ quái hoặc phi logic.

### Tưởng niệm
Bảo tàng Franz Kafka ở Praha dành riêng cho Kafka và tác phẩm của ông. Không gian chính của bảo tàng dành cho những bức ảnh và tài liệu gốc về Kafka với tên gọi Město K. Franz Kafka a Praha (Thành phố K. Franz Kafka và Praha), từng được triển lãm lần đầu tiên ở Barcelona năm 1999, sau đó tới Bảo tàng Do Thái ở New York, trước khi được xây dựng hoàn chỉnh ở Praha vào năm 2005, tại quận Malá Strana dọc sông Vltava.
Giải Franz Kafka là một giải thưởng văn học thường niên của Hội Franz Kafka và thành phố Praha được thành lập năm 2001. Nó ghi nhận những thành tựu văn học như "tính cách nhân văn và sự đóng góp cho sự khoan dung văn hóa, dân tộc, ngôn ngữ và tôn giáo, những tính cách đang tồn tại, vô tận, giá trị nhân văn phổ quát, và năng lực ghi lại dấu ấn của thời đại chúng ta". Ủy ban bầu chọn và ứng viên đến từ bất cứ quốc gia nào, nhưng giới hạn ở các tác giả còn sống có ít nhất một tác phẩm xuất bản tiếng Séc. Người đoạt giải nhận 10 000 USD, một giấy chứng nhận, và một tượng nhỏ bằng đồng tại buổi trao giải ở Đại sảnh Altstädter trong ngày Quốc khánh Séc vào cuối tháng Mười hàng năm
Trường Đại học công lập San Diego (California) tiến hành "Dự án Kafka", khởi động vào năm 1998 và dựa trên một cuộc tìm kiếm của Brod và Klaus Wagenbach từ những năm 1950, như một nỗ lực quốc tế nhằm tìm kiếm những tác phẩm cuối cùng của Kafka. Trong khuôn khổ dự án, một cuộc tìm kiếm dài bốn tháng các tài liệu lưu trữ chính phủ ở Berlin năm 1999 đã khám phá các sắc lệnh tịch thu của Gestapo từ năm 1933 và nhiều văn bản có giá trị khác. Năm 2003 dự án tìm ra ba lá thư gốc của Kafka viết vào năm 1923.
Tên của ông được đặt cho một tiểu hành tinh vành đai chính.

### Ảnh hưởng văn hóa và văn học
Không giống như nhiều nhà văn nổi tiếng khác, Kafka hiếm khi được người khác trích dẫn. Thay vào đó, ông được ghi nhận bởi nhãn quan và trực cảm của mình. Giáo sư văn học, nhà văn Shimon Sandbank xác định rằng Kafka đã ảnh hưởng tới các nhà văn hào Jorge Luis Borges, Albert Camus,Eugène Ionesco, và Jean-Paul Sartre. Theo một bài phê bình văn học trên tờ Financial Times, Kafka ảnh hưởng tới José Saramago và biên tập viên Al Silverman khẳng định rằng J.D. Salinger yêu thích tác phẩm Kafka. Năm 1999, một hội đồng gồm 99 tác giả, học giả và nhà phê bình văn học xếp "Vụ án" và "Lâu đài" lần lượt vào vị trí thứ hai và thứ chín trong số những tiểu thuyết tiếng Đức xuất sắc nhất thế kỷ 20. Nhà phê bình văn học Shimon Sandbank cho rằng bất chấp sự lan tỏa rộng khắp di sản của Kafka, văn phong bí ẩn của ông vẫn chưa thể bị bắt chước. Neil Pages, một giáo sư, chuyên gia về tác phẩm Kafka, nói rằng ảnh hưởng của Kafka vượt khỏi văn học và giới học giả; nó ảnh hưởng tới nghệ thuật thị giác, âm nhạc và văn hóa đại chúng. Harry Steinhauer, giáo sư văn học Đức và Do Thái, nói rằng Kafka "đã tạo nên một dấu ấn mạnh mẽ đối với xã hội có học hơn bất kì nhà văn nào khác của thế kỉ hai mươi". Brod nói sẽ có một ngày thế kỉ hai mươi được biết đến dưới tên "thế kỷ Kafka".
Michel André Bossy viết rằng Kafka đã tạo nên một thế giới quan liêu khô khan và cứng nhắc. Kafka viết theo một lối riêng, đầy thuật ngữ tư pháp và khoa học. Tuy nhiên thế giới nghiêm túc của ông cũng có vẻ hóm hỉnh sâu sắc, tất cả tô đậm "tính phi lý từ cội gốc của một thế giới được cho là hữu lý". Các nhân vật của ông bị bẫy, bối rối, đầy tội lỗi, chán nản, và thiếu hiểu biết về thế giới kỳ quái của họ. Phần lớn các tiểu thuyết hư cấu hậu-Kafka, đặc biệt là tiểu thuyết khoa học viễn tưởng, tuân theo những chủ đề và luật lệ của vũ trụ của Kafka. Điều này có thể thấy rõ trong các tác phẩm của George Orwell và Ray Bradbury.
Dưới đây là danh sách một số tác phẩm trong các lĩnh vực văn học, âm nhạc, sân khấu, điện ảnh chịu ảnh hưởng của văn chương Kafka:
| Tựa đề                                                                                              | Năm  | Thể loại          | Ghi chú | Tham khảo       |
| --------------------------------------------------------------------------------------------------- | ---- | ----------------- | --- | --------------- |
| "A Friend of Kafka" ("Một người bạn của Kafka")                                                     | 1962 | Truyện ngắn       | Của nhà văn được giải Nobel người Mỹ gốc Do Thái sinh tại Ba Lan Isaac Bashevis Singer, về một diễn viên Yiddish tên là Jacques Kohn nói rằng ông biết Franz Kafka; trong câu chuyện này, theo Jacques Kohn, Kafka tin vào Golem, một quái vật trong văn hóa dân gian Do Thái | [ 201 ]         |
| The trial ("Vụ án")                                                                                 | 1962 | phim              | Đạo diễn bộ phim, Orson Welles, nói rằng, "Dù các anh nói gì, nhưng Vụ án là tác phẩm tuyệt nhất của tôi, hơn cả Công dân Kane" | [ 191 ] [ 202 ] |
| Watermelon Man                                                                                      | 1970 | phim              | Một phần được gây cảm hứng từ "Hóa thân", trong đó một người cuồng tín da trắng tỉnh dậy thấy mình là một người da đen | [ 203 ]         |
| "Kafka-Fragmente, Op. 24"                                                                           | 1985 | âm nhạc           | Bởi nhà soạn nhạc Hungary György Kurtág cho soprano và violin, sử dụng các đoạn trong nhật ký và các bức thư của Kafka | [ 204 ]         |
| Kafka's Dick ("Thám tử của Kafka")                                                                  | 1986 | kịch              | Bởi Alan Bennett, trong đó những hồn ma của Kafka, cha ông Hermann và Brod đến nhà một thư ký bảo hiểm người Anh (và là người hâm mộ Kafka) và vợ ông | [ 205 ]         |
| Kafka                                                                                               | 1991 | phim              | Ngôi sao Jeremy Irons là tác giả trên danh nghĩa; kịch bản viết bởi Lem Dobbs và được dàn dựng bởi Steven Soderbergh, giành 2 giải Tinh thần độc lập cho kịch bản và quy phim năm . Bộ phim trộn lẫn cuộc đời và tiểu thuyết của ông cung cấp một sự giới thiệu có tính nửa tiểu sử về cuộc đời và tác phẩm của Kafka; Kafka điều tra sự biến mất của một trong số các đồng nghiệp của ông, đem Kafka vào nhiều công trình của chính nhà văn, nhất là Lâu đài và Vụ án. \| |                 |
| Franz Kafka's It's a Wonderful Life ("Kafka Một cuộc đời phi thường")                               | 1993 | phim              | Phim hài kịch ngắn làm cho BBC Scotland, giành một giải Oscar, do Peter Capaldi viết kịch bản và đạo diễn, Richard E. Grant thủ vai Kafka | [ 208 ]         |
| "Bad Mojo"                                                                                          | 1996 | trò chơi máy tính | Ít nhiều dựa trên "Hóa thân", với các nhân vật được đặt tên là Franz và Roger Samms, ám chỉ tới Gregor Samsa | [ 209 ]         |
| Kafka bên bờ biển                                                                                   | 2002 | tiểu thuyết       | Bởi nhà văn Nhật Haruki Murakami, nằm trong danh sách 10 sách hay nhất của The New York Times năm 2005, Giải thưởng Văn học Kỳ ảo Thế giới (World Fantasy Award) | [ 210 ]         |
| Kafka's Trial ("Vụ án của Kafka")                                                                   | 2005 | opera             | Bởi nhà soạn nhạc Đan Mạch Poul Ruders, dựa trên tiểu thuyết Vụ án và một phần cuộc đời của Kafka; trình diễn lần đầu tiên năm 2005 và đã phát hành CD | [ 211 ]         |
| Kafka's Soup ("Món súp của Kafka")                                                                  | 2005 | sách              | Bởi Mark Crick, là một cuốn sách nhái dưới hình thức một cuốn sách nấu ăn, với những công thức viết theo văn phong của Kafka | [ 212 ]         |
| Kafka the Musical ("Kafka nhà Âm nhạc")                                                             | 2011 | kịch trên radio   | Bởi BBC Radio 3 phát hành như một phần trong chương trình Play of the Week. Franz Kafka được đóng bởi David Tennant | [ 213 ]         |
| "Sound Interpretations — Dedication To Franz Kafka" ("Diễn đạt Âm thanh – Đề tặng cho Franz Kafka") | 2012 | âm nhạc           | Tuyển tập âm nhạc của HAZE Netlabel. Trong đó các nhạc sĩ xét lại di sản văn học của Kafka | [ 214 ]         |
| Koisuru Samsa ("Samsa yêu")                                                                         | 2013 | truyện ngắn       | Bởi Murakami Haruki, nằm trong tập truyện "Koishikute" |                 |